# Chéry-Chartreuve
Chéry-Chartreuve ist eine französische Gemeinde mit 379 Einwohnern (Stand: 1. Januar 2022) im Département Aisne in der Region Hauts-de-France (frühere Region: Picardie). Sie gehört zum Arrondissement Soissons und zum Kanton Fère-en-Tardenois. Die Einwohner werden als Chéry-Chartreuvois(es) bezeichnet.

## Geographie
Die Gemeinde Chéry-Chartreuve liegt im Tardenois, 30 Kilometer westlich von Reims. Nachbargemeinden von Chéry-Chartreuve sind Bazoches-et-Saint-Thibaut im Norden, Mont-Saint-Martin im Nordosten, Dravegny im Südosten, Coulonges-Cohan im Süden, Seringes-et-Nesles und Mareuil-en-Dôle im Südwesten, Bruys im Westen sowie Mont-Notre-Dame im Nordwesten. Zu Chéry-Chartreuve gehören die Ortsteile Les Prés, Ferme des Dames, La Tuilerie Saint-Pol, Chartreuve, Les Bouleaux, La Tuilerie, La Montagne, Dôle, Les Pâtis und Cruaux.

## Bevölkerungsentwicklung
| Jahr                       | 1962 | 1968 | 1975 | 1982 | 1990 | 1999 | 2010 | 2021 |
| Einwohner                  | 318  | 305  | 279  | 271  | 293  | 309  | 341  | 379  |
| Quellen: Cassini und INSEE |      |      |      |      |      |      |      |      |

## Sehenswürdigkeiten
- Pfarrkirche Saint-Rémi, früher eine Priorei des Klosters Chartreuve
- romanische Kapelle der Ferme des Dames (heute Scheune) aus der Wende vom 12. zum 13. Jahrhundert, 1927 als Monument historique eingetragen (Base Mérimée PA00115594)
- Überreste des 1790 aufgelösten Prämonstratenserklosters Saint-Nicolas de Chartreuve

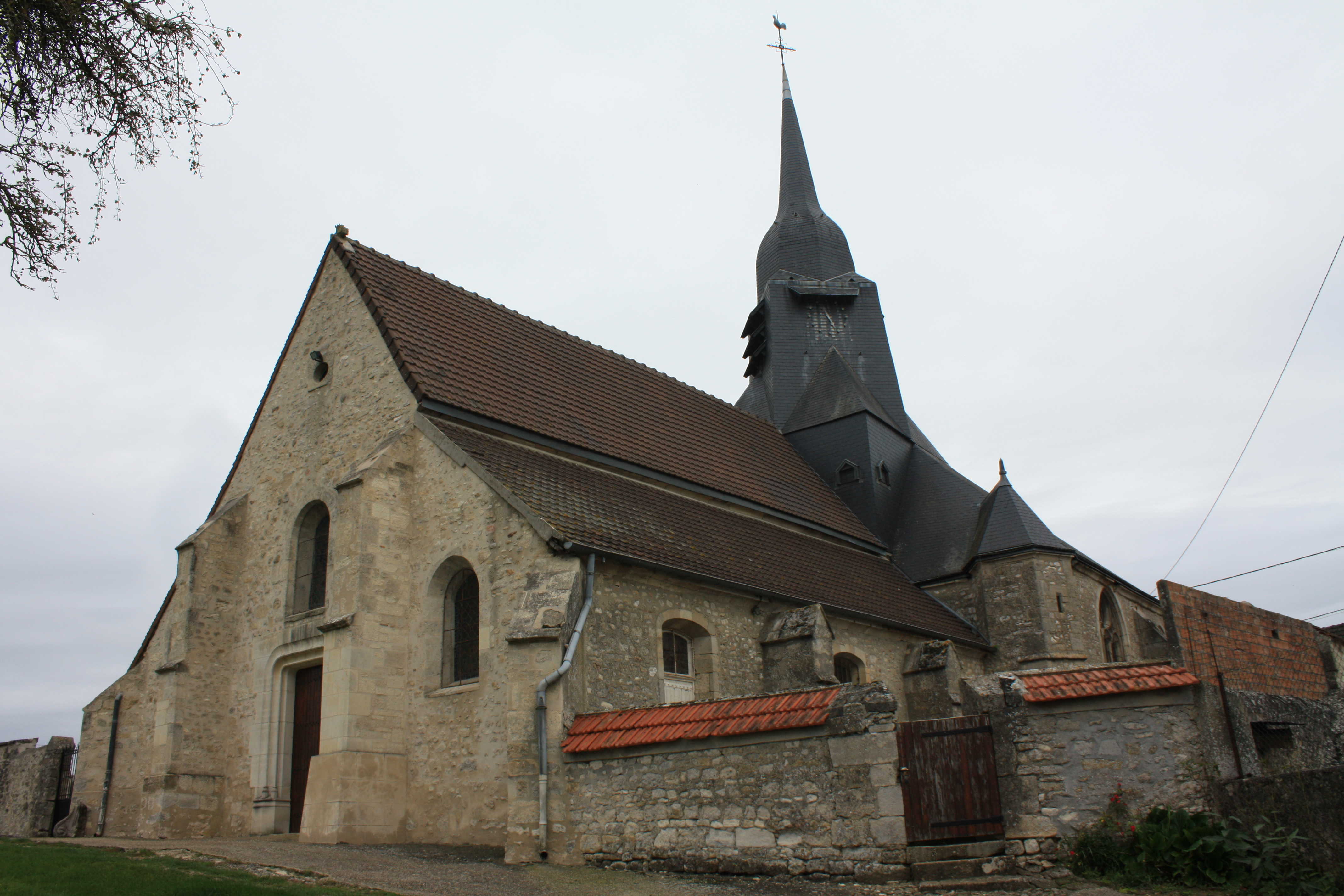
Kirche Saint-Rémi
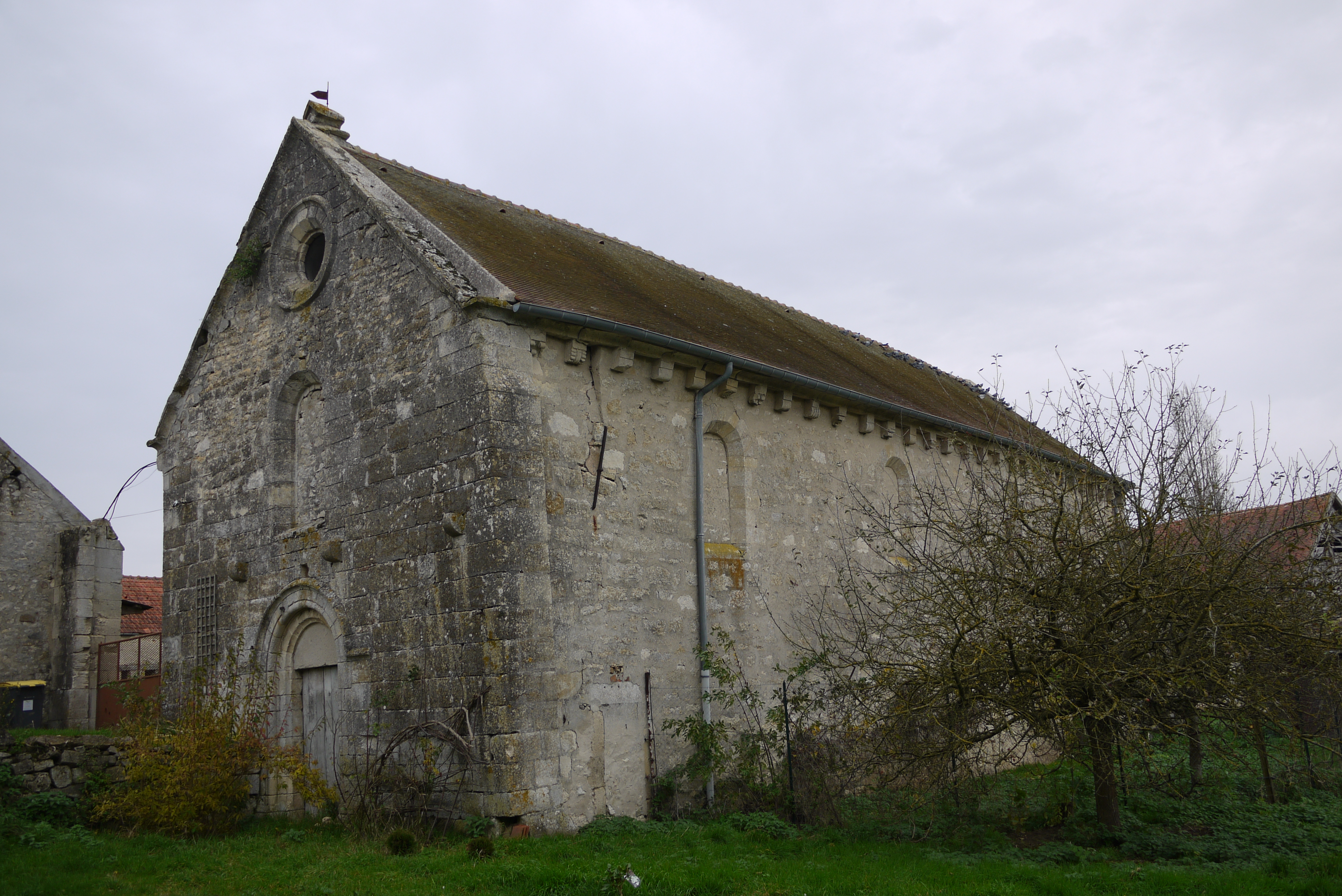
Kapelle der Ferme des Dames